# تیچنگو
تیچنگو (به ایتالیایی: Ticengo) یک کومونه در ایتالیا است که در استان کریمونا واقع شده‌است. تیچنگو ۷٫۹۸ کیلومتر مربع مساحت و ۴۴۳ نفر جمعیت دارد و ۷۶ متر بالاتر از سطح دریا واقع شده‌است.